# Hubertus Leteng
Hubertus Leteng (Ruteng, 1º gennaio 1959 – Bandung, 31 luglio 2022) è stato un vescovo cattolico indonesiano.

## Biografia
Monsignor Hubertus Leteng è nato nel quartiere Taga di Ruteng il 1º gennaio 1959.

### Formazione e ministero sacerdotale
Nel 1973 ha completato la sua istruzione elementare presso la scuola "San Nicola" di Taga. È stato poi ammesso al seminario minore "Pio XII" nel villaggio di Kisol. Nel 1976 si è diplomato e ha scelto di restare al seminario "Pio XII" per frequentare il seminario maggiore presso il quale si è laureato nel 1979. Dal 1982 al 1984 ha proseguito gli studi di filosofia presso il Collegio cattolico di filosofia "Ledalero" di Maumere. Nel 1986, dopo un anno di orientamento pastorale, è ritornato al Pio XII per compiere altri due anni di studio.
Il 29 luglio 1988 è stato ordinato presbitero per la diocesi di Ruteng a Maumere. In seguito è stato formatore nel seminario maggiore di Ritapiret dal 1989 al 1991. Tra il 1991 e il 1992 ha proseguito gli studi svolgendo allo stesso servizio pastorale in una parrocchia di Giacarta. Dal 1992 al 1996 ha studiato per il dottorato in teologia spirituale presso la Pontificio istituto di spiritualità Teresianum a Roma. Tornato in patria è stato direttore spirituale nel seminario maggiore di Ritapiret dal 1997 al 2007, decano della scuola teologica di Ladelero dal 1997 al 2009 e rettore del seminario maggiore di Ritapiret dal 2009.

### Ministero episcopale
Il 7 novembre 2009 papa Benedetto XVI lo ha nominato vescovo di Ruteng. La nomina gli è stata comunicata tramite il nunzio apostolico in Indonesia, l'arcivescovo Leopoldo Girelli. Dopo aver appreso della sua nomina, Leteng ha espresso sorpresa dicendo: "Dopotutto, questa non è la mia volontà, ma la volontà di Dio che mi ha scelto". Leteng, con un'età di 50 anni al momento della sua nomina, è il primo sacerdote della diocesi di Ruteng a essere nominato vescovo. Come motto ha scelto l'espressione "Omnes vos fratres estis", che significa "Siete tutti fratelli", una frase tratta dal capitolo 23, versetto 8, del Vangelo secondo Matteo. Secondo altri suoi colleghi sacerdoti, Leteng ha scelto questa frase per esprimere un tema di fraternità in una cultura in cui la "fratellanza" è spesso vista in senso stretto come solo per i membri della propria famiglia. Ha ricevuto l'ordinazione episcopale il 14 aprile successivo in piazza Motang Rua, nel centro di Ruteng, dal vescovo di Maumere Gerulfus Kherubim Pareira, co-consacranti l'arcivescovo metropolita di Ende Vincentius Sensi Potokota e il vescovo di Manokwari-Sorong Datus Hilarion Lega. Tra i partecipanti c'erano il governatore della provincia di Nusa Tenggara Orientale, circa 30 vescovi e arcivescovi di tutto il paese e migliaia di cattolici provenienti da varie parti della provincia.
Nel settembre del 2011 ha compiuto la visita ad limina.
Il 22 febbraio 2014 ha partecipato come co-consacratore all'ordinazione del vescovo Paskalis Bruno Syukur, insieme al vescovo Cosmas Michael Angkur e all'arcivescovo Ignatius Suharyo Hardjoatmodjo. Nel giugno del 2016 monsignor Leteng ha presieduto una messa a cui hanno partecipato 2000 persone per protestare contro un piano per la costruzione di un hotel su una spiaggia di 4,2 ettari vicino a Labuan Bajo che avrebbe sfavorito i residenti locali. Nell'aprile del 2017 si è detto contrario al progetto minerario di una società cinese nella popolare località turistica di Labuan Bajo. Ha esortato il governo indonesiano a revocare la licenza mineraria alla società e fermare il progetto dal procedere, citando preoccupazioni ambientali, economiche e turistiche.

#### Scandalo e dimissioni
Già nel 2014 monsignor Leteng è stato accusato di aver abusato dei fondi della Chiesa e di avere una relazione con una donna. Le voci hanno presto iniziato a diffondersi sui mezzi di comunicazione di massa ed è stata creata una petizione su Change.org nella quale si chiedeva la sua rimozione dal governo della diocesi. Le accuse hanno iniziato a diffondersi dopo che un ex sacerdote che aveva recentemente lasciato il ministero le aveva portate all'attenzione pubblica. Una risposta ufficiale alle accuse, rilasciata dalla diocesi di Ruteng il 4 ottobre 2014, ha negato le accuse e ha incoraggiato il sostegno al vescovo:
Nel 2015, 112 dei 167 sacerdoti delle diocesi hanno firmato una lettera di "sfiducia" nel vescovo. Essi costituivano i due terzi del clero diocesano.
La ricaduta delle accuse è arrivata al culmine nel luglio del 2017, quando Leteng è stato nuovamente accusato di misfatti finanziari e di avere relazione con una donna. Il 12 giugno 69 sacerdoti, tra cui parroci e vicari episcopali, si sono dimessi dai loro incarichi per protestare contro la leadership di Leteng, chiedendo che cambiasse il modo in cui era gestita la diocesi. I sacerdoti hanno accusato il vescovo di aver preso in prestito segretamente 1,25 miliardi di rupie (94 000 dollari) dal fondo comune della Conferenza episcopale dell'Indonesia e di aver prelevato 400 milioni di rupie (30 000 dollari) dal tesoro della diocesi di Ruteng un anno prima, senza fornire documenti sul fine di questi fondi. In una riunione, monsignor Leteng disse ai sacerdoti che stava usando i soldi per finanziare l'istruzione di un giovane di una famiglia povera che si stava addestrando per diventare pilota d'aereo negli Stati Uniti d'America. Tuttavia, quando gli sono stati chiesti ulteriori dettagli, il vescovo ha detto ai sacerdoti che non erano affari loro. Molti dei suoi accusatori credevano che una parte dei soldi, se non tutti, erano andati alla presunta amante del vescovo. Egli ha negato di avere un'amante, definendo le accuse "calunniose".
All'inizio di giugno, la Conferenza episcopale dell'Indonesia ha indagato sulla situazione e ha presentato un rapporto alla Santa Sede. Quattro giorni dopo le dimissioni di massa, il 16 giugno, i sacerdoti della diocesi hanno espresso le loro preoccupazioni al nunzio apostolico Antonio Guido Filipazzi in una riunione svoltasi a Giacarta. Nell'incontro, Filipazzi ha promesso di aiutare a risolvere il problema. La resistenza aperta alla leadership di Leteng è cresciuta nei mesi successivi. Il 1º luglio una dichiarazione firmata da 30 sacerdoti e laici proponeva che il miglior modo di agire fosse che il vescovo si dimettesse e affermava che se avesse rifiutato, la Santa Sede avrebbe dovuto sollevarlo dall'incarico. Il 7 luglio, il nunzio Filipazzi ha incontrato il vescovo Leteng per discutere della questione. Il 10 agosto Antonius Franciskus Subianto Bunyamin, vescovo di Bandung e segretario generale della Conferenza episcopale dell'Indonesia, è stato nominato visitatore apostolico della diocesi di Ruteng dalla Congregazione per l'evangelizzazione dei popoli.
L'11 ottobre 2017 papa Francesco ha accettato la sua rinuncia al governo pastorale della diocesi, avvenuta a 58 anni. Monsignor Sylvester Tung Kiem San, vescovo di Denpasar è stato nominato amministratore apostolico della diocesi. Nell'annuncio della sostituzione del vescovo, la diocesi di Ruteng non ha menzionato le accuse contro monsignor Leteng. In una riunione del 13 ottobre tra funzionari della Santa Sede, la diocesi di Ruteng e la Conferenza episcopale, il rappresentante vaticano ha detto direttamente a Leteng che i fondi che aveva preso dovevano essere restituiti. Un funzionario diocesano ha dichiarato che in una riunione successiva Leteng ha promesso di restituire i soldi e che diversi giorni dopo la riunione del 13 ottobre aveva restituito 75 milioni di rupie (5 555 dollari) alla diocesi.
Alla fine di ottobre del 2017, un sacerdote indonesiano di origine britannica e docente di seminario, John Mansford Prior, ha criticato la natura segreta delle misure disciplinari vaticane nei confronti di Leteng. In un pezzo pubblicato su Hidup, il settimanale dell'arcidiocesi di Giacarta, Prior ha esortato la Chiesa ad essere più trasparente e ha chiesto il rispetto del giusto processo.

### Morte
Il 31 luglio 2022 mons. Leteng è deceduto a Bandung.

## Genealogia episcopale
La genealogia episcopale è:
- Vescovo Johannes Wolfgang von Bodman
- Vescovo Marquard Rudolf von Rodt
- Vescovo Alessandro Sigismondo di Palatinato-Neuburg
- Vescovo Johann Jakob von Mayer
- Vescovo Giuseppe Ignazio Filippo d'Assia-Darmstadt
- Arcivescovo Clemente Venceslao di Sassonia
- Arcivescovo Massimiliano d'Asburgo-Lorena
- Vescovo Kaspar Max Droste zu Vischering
- Vescovo Cornelius Ludovicus van Wijkerslooth
- Arcivescovo Johannes Zwijsen
- Vescovo Franciscus Jacobus van Vree
- Arcivescovo Andreas Ignatius Schaepman
- Arcivescovo Petrus Matthias Snickers
- Vescovo Gaspard Josephus Martinus Bottemanne
- Arcivescovo Henricus van de Wetering
- Vescovo Arnold Frans Diepen
- Vescovo Heinrich Leven, S.V.D.
- Arcivescovo Gabriel Manek, S.V.D.
- Arcivescovo Gregorius Manteiro, S.V.D.
- Vescovo Gerulfus Kherubim Pareira, S.V.D.
- Vescovo Hubertus Leteng